# Micromeria chionistrae
Micromeria chionistrae là một loài thực vật có hoa trong họ Hoa môi. Loài này được Meikle mô tả khoa học đầu tiên năm 1983.